# Gyöngyvér Vigh
Dans le nom hongrois Vigh Gyöngyvér, le nom de famille précède le prénom, mais cet article utilise l’ordre habituel en français Gyöngyvér Vigh, où le prénom précède le nom.
Gyöngyvér Vigh est une actrice hongroise. Active sous ce nom dans les années 1970, elle prit ensuite le pseudonyme de Rom Anderson.

## Biographie
Gyöngyvér Vígh a grandi en tant qu'enfant placé, puis a épousé l'orientaliste et poète János Szerb au début des années soixante-dix, à l'âge de dix-neuf ans  alors qu'elle ne le connaissait que depuis quelques jours. Elle a ensuite quitté la Hongrie en épousant le politologue Perry Anderson, qu'elle rencontra par l'intermédiaire de Ádám Csillag (hu), et elle est également apparue dans quelques films sous le nom de Rom Anderson

## Filmographie
- 1974 : Pour Électre de Miklós Jancsó
- 1975 : Où êtes-vous madame Déry ? de Gyula Maár
- 1975 : Adoption de Márta Mészáros
- 1976 : Neuf Mois  de Márta Mészáros
- 1977 : Elles deux de Márta Mészáros
- 1985 : Turtle Diary de John Irvin
- 1986 : Zina de Ken McMullen